# Jean-Jacques Monanteuil
Jean-Jacques François Monanteuil (Mortagne-au-Perche, 11 luglio 1785 – Le Mans, 10 giugno 1860) è stato un pittore e disegnatore francese.

## Biografia
Nato da un commerciante di lana di origine sciampagnese, stabilitosi nel Perche dopo il matrimonio e divenuto segretario del municipio di Mortagne, Jean-Jacques Monanteuil entrò, con il patrocinio di Louis-Joseph Poissonnier de Prulay, alla scuola centrale dell'Orne, dalla quale, manifestando un'inclinazione importante verso il disegno, venne inviato dal suo protettore a Parigi, dove ebbe come maestro Jacques Frainais d'Albert. Si recò a Parigi intorno al 1800 e in seguito divenne lo studente e l'assistente principale di Anne-Louis Girodet de Roussy-Trioson (1767-1824), che si fece aiutare da lui per la realizzazione dei suoi quadri più belli, come pure per i lavori di decorazione del castello di Compiègne, fino alla sua morte nel 1824. Egli fece da modello per lui per il giovane contadino del quadro Napoleone nell'atto di ricevere le chiavi della città di Vienna. Si ritiene che abbia fatto da modello anche per la figura di Sciacta nel celebre quadro Atala nella tomba.
Egli prese parte ai Saloni del 1812, del 1819, del 1824 e del 1827. Realizzò dei disegni per l'incisione dei quadri Leonida alle Termopili e Le Sabine di David e Il levita di Efraim di Auguste Couder, come pure una parte delle opere di Pierre-Narcisse Guérin.
Egli insegnò il disegno all'accademia di Alençon, dalla morte del suo maestro Girodet fino a quando andò in pensione, nel 1851, ritirandosi a Le Mans, dove morì dimenticato dai suoi contemporanei.

## Opere
- Le Mans, musée de Tessé:

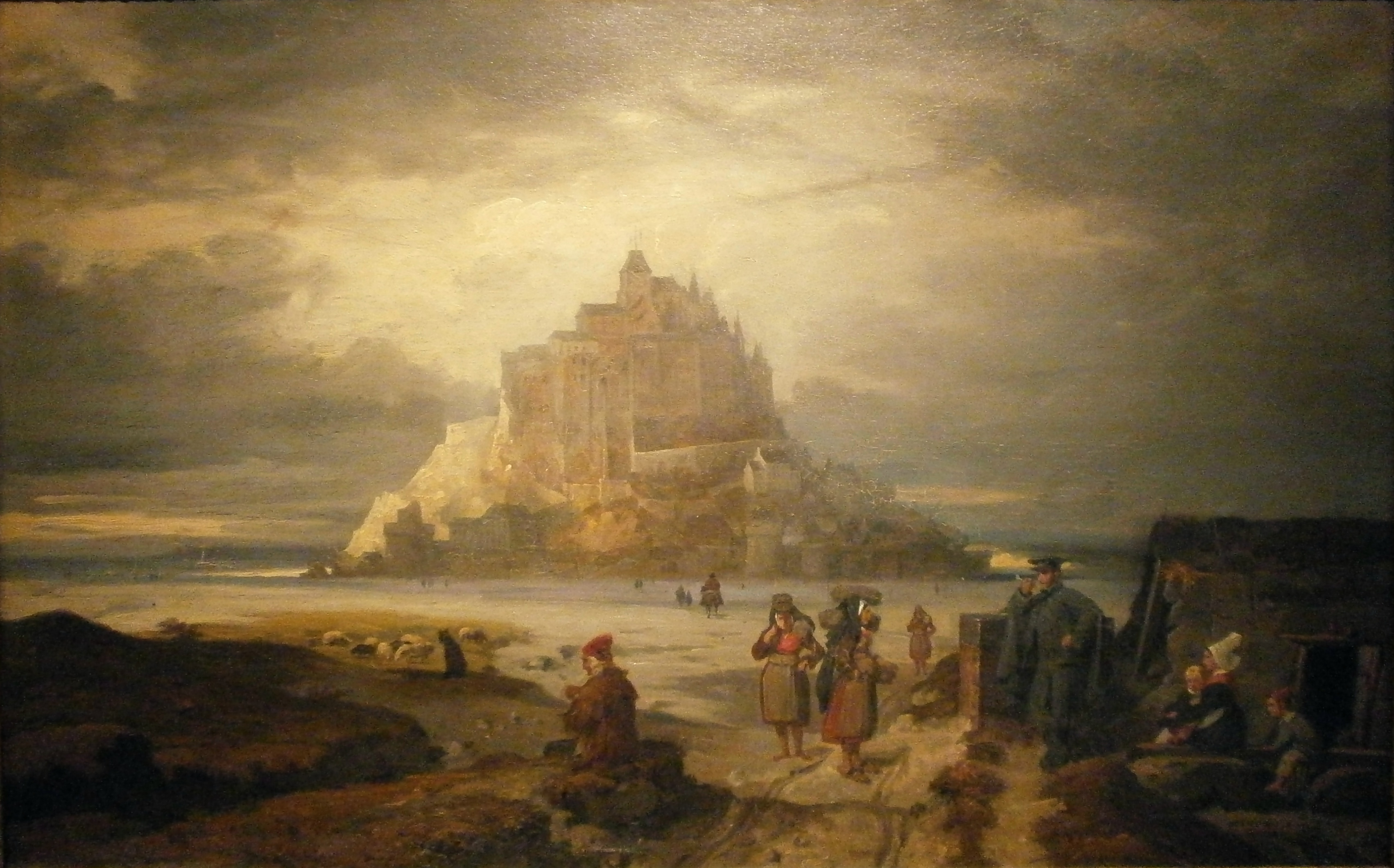
Le Mont-Saint-Michel, museo d'arte e storia di Lisieux

  - Portrait de son père, olio su tela;
  - Portait de son père et de sa mère, olio su tela;
  - Jean Jacques François Monanteuil, olio su tela;
  - Deux jeunes filles, olio su tela;
  - Un vieux maître d’école, olio su tela;
  - Une jeune Bretonne, olio su tela;
  - Portrait d'un paysan breton, olio su tela;
  - Une jeune paysanne;
  - Un ouvrier, olio su tela.
- Lisieux, museo d'arte e storia: Le Mont-Saint-Michel, olio su tela.
- Parigi, museo del Louvre: Le Vieux Soldat (1852).[8]
- Rennes, museo di belle arti: Vue de l’arcade de l’ancien hôpital Saint-Yves à Rennes, olio su tela.